# Gioia del Colle Primitivo
Il Gioia del Colle Primitivo è un vino DOC la cui produzione è consentita nella città metropolitana di Bari.

## Caratteristiche organolettiche
- colore: rosso rubino intenso tendente al violaceo ed all'arancione con l'invecchiamento.
- odore: frutti di sottobosco con note di ciliegia, amarena e prugna, aroma leggero caratteristico.
- sapore: morbido, caldo, avvolgente, pieno, armonico, fruttato di ciliegia, amarena e prugna, tendente al vellutato con l'invecchiamento; può essere anche amabile. retrogusto di mandorlato tipico del Primitivo di Gioia del Colle.

## Storia
L'introduzione nella Puglia di alcuni vitigni tra cui lo sconosciuto Primitivo ancora senza nome avvenne molto probabilmente nel XII secolo ad opera dei benedettini. A Gioia del Colle i monaci trovarono le condizioni favorevoli per la coltivazione della vite.
Primativo è il nome originario del Primitivo in Gioia del Colle e da noi riportato nell'idioma originale prematève o prematìve.
Selezionato alla fine del Settecento dal sacerdote primicerio Don Filippo Francesco Indellicati, che diede a questo vitigno tardivo nella germogliazione ma così precoce nella maturazione, il nome di Primativo.
Il Primitivo fu il primo vitigno a varcare l'Atlantico per giungere in California ove si è diffuso col nome di Zinfandel. Del Primitivo di Gioia del Colle hanno parlato con parole di elogio competenti della portata di Garoglio, Bruni, Veronelli, Hugh Johnson.
Il Froio scrisse:
Se ne sono interessati anche poeti come A. Morelli che così declamava:

## Abbinamenti consigliati
Adatto a rinforzare pasta al ragù, si accompagna ottimamente con piatti forti a base di carni, selvaggina, pesce alla griglia e formaggi stagionati. La versione affinata in botte e "riserva" è particolarmente indicata sul pecorino della Murgia stagionato almeno 12 mesi, adatto anche con gli involtini "brasciole" di carne di bovino o di cavallo, cotte nel sugo di pomodoro o alla griglia.

## Produzione
Provincia, stagione, volume in ettolitri
- Bari  (1990/91)  179,14
- Bari  (1991/92)  1250,0
- Bari  (1992/93)  1077,0
- Bari  (1993/94)  1319,0
- Bari  (1994/95)  755,0
- Bari  (1995/96)  322,0